# Cigaritis cilissa
Cigaritis cilissa là một loài bướm ngày thuộc họ Bướm xanh. Nó được tìm thấy ở Syria, Thổ Nhĩ Kỳ, Iraq, Iran và Kurdistan.

## Hình ảnh

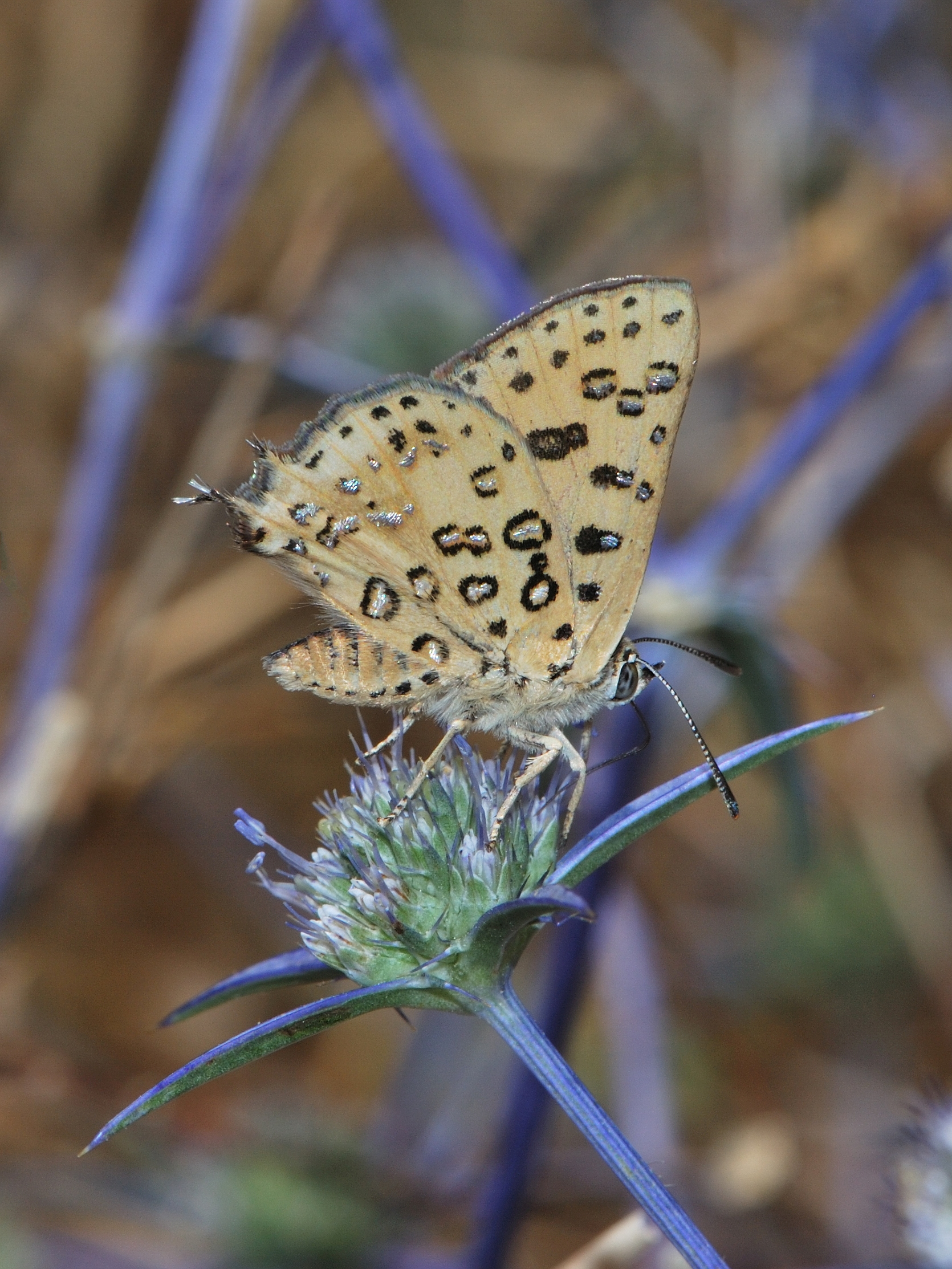
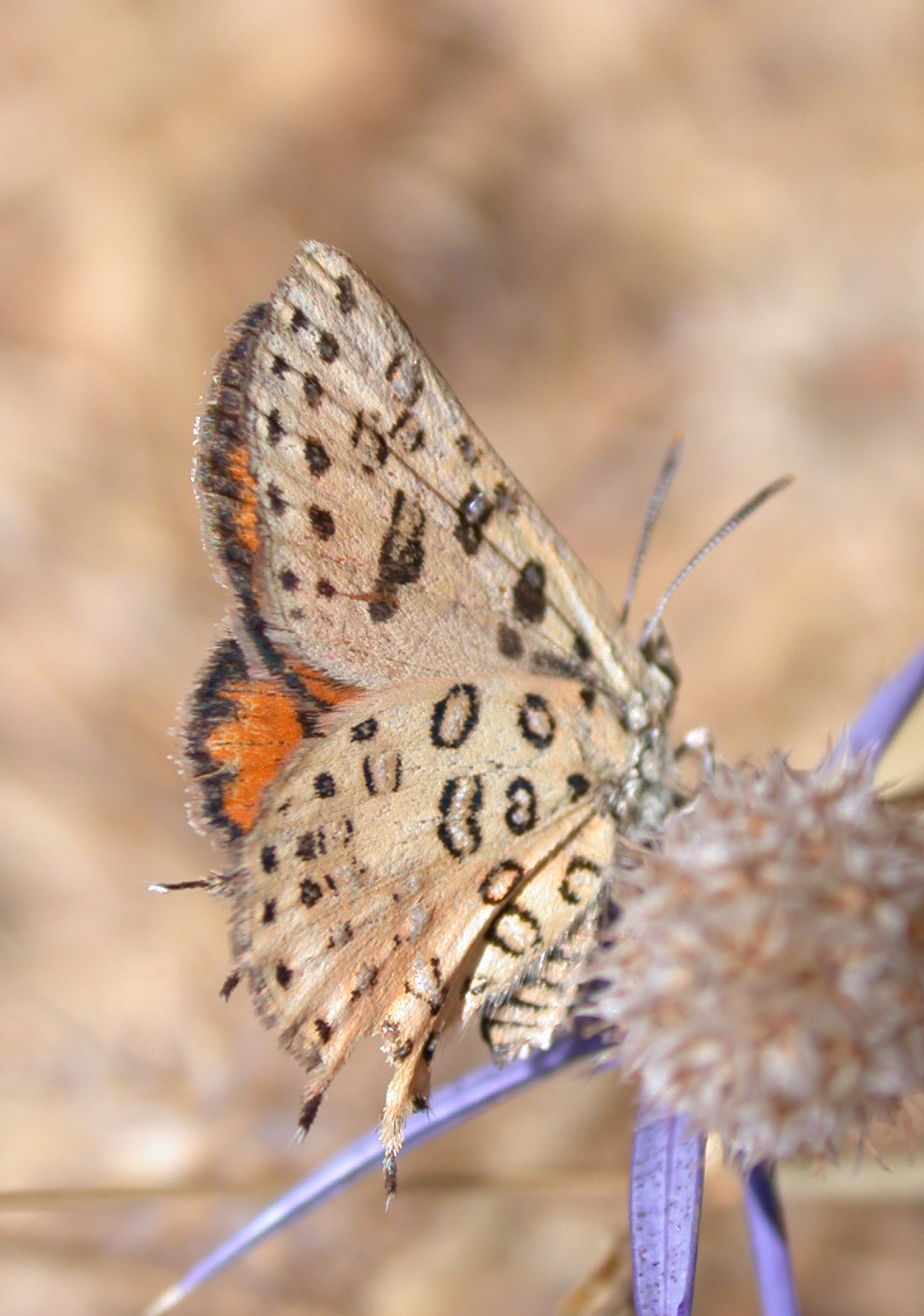